# Poppy Drayton
Poppy Gabriella Drayton (ur. 7 czerwca 1991 w Surrey) – angielska aktorka, która wystąpiła m.in. w serialu Kroniki Shannary.

## Filmografia

### Filmy
| Rok  | Tytuł                                      | Rola          | Uwagi       |
| ---- | ------------------------------------------ | ------------- | ----------- |
| 2012 | Emily                                      | Emily         | krótkometr. |
| 2014 | Down Dog                                   | Amy           |             |
| 2015 | Unhallowed Ground                          | Verity Wickes |             |
| 2015 | Writers Retreat                            | Jo            |             |
| 2018 | Mała syrenka (The Little Mermaid)          | Elizabeth     |             |
| 2019 | See You Soon                               | Elise         |             |
| 2019 | Karpaty: miłość i zdrada (The Rising Hawk) | Myroslava     |             |

### Telewizja
| Rok       | Tytuł                 | Rola                  | Uwagi                   |
| --------- | --------------------- | --------------------- | ----------------------- |
| 2013      | When Calls the Heart  | Elizabeth Thatcher    | film TV                 |
| 2013      | Downton Abbey         | Madeleine Allsopp     | 1 odc.                  |
| 2014      | Ojciec Brown          | Selina McKinley       | 1 odc.                  |
| 2014      | Morderstwa w Midsomer | Summer Haleston       | 1 odc.                  |
| 2014      | Plebs                 | Cordelia              | 1 odc.                  |
| 2016–2017 | Kroniki Shannary      | Amberle Elessedil     | w gł. obsadzie; 13 odc. |
| 2018      | Home by Spring        | Loretta Johnson       | film TV                 |
| 2019–2021 | Charmed               | Abigael Jameson-Caine | w gł. obsadzie          |